# At Folsom Prison
At Folsom Prison – album Johnny’ego Casha nagrany na żywo 13 stycznia 1968 w czasie koncertu w więzieniu Folsom w Kalifornii. Oprócz Casha na koncercie wystąpił także Carl Perkins. Podobnie jak drugi "więzienny" album At San Quentin powszechnie uważany za jeden z najlepszych albumów koncertowych.
Album otwierają tradycyjne słowa Casha, którymi zaczynał swój każdy występ "Hello, I'm Johnny Cash", po których rozpoczyna się jeden z jego największych przebojów "Folsom Prison Blues" opowiadający o cierpieniach uwięzionego w Folsom Prison przestępcy. Pomiędzy utworami Cash często rozmawia z więzienną publicznością która entuzjastycznie reaguje na jego słowa. Padają między innymi słowa, które w późniejszym czasie pojawiły się w biograficznym filmie o Cashu "Spacer po linie" - "This show is being recorded for an album release on Columbia Records and you can't say 'hell' or 'shit' or anything like that." (Ten koncert jest nagrywany i będzie wydany przez Columbia Records więc nie wolno wam krzyczeć takich słów jak "gówno" czy "do diabła"), a po aplauzie publiczności Cash dodaje "pewnie później i tak te słowa usuną". W czasie koncertu kilkakrotnie słychać zapowiedzi przez głośnik wzywające różnych więźniów.
Ostatnia piosenka albumu to "Greystone Chapel", napisana przez więźnia Glena Sherleya. Cash usłyszał tę piosenkę dzień wcześniej, kiedy odtworzył mu ją z taśmy więzienny pastor i słowa utworu tak poruszyły Casha, że zdecydował się zaśpiewać ten utwór w czasie koncertu.
W pierwszym wydaniu albumu na płycie winylowej brakowało części nagranych w czasie koncertów utworów (z powodu braku miejsca), w wydanej w 2000 reedycji płyty na CD pojawiają się niektóre z usuniętych piosenek ale nadal nie jest to cały koncert - brakuje na niej czterech wykonanych w tym dniu utworów - "I'm Not in Your Town to Stay," "I've Got a Woman," "Long Legged Guitar Picking Man," i druga wersja "Greystone Chapel".
W czasie koncertu Cash prosi o szklankę wody komentując jak brudna jest ta woda - w przesadzonej formie z pewną licentia poetica scena ta pokazana jest w filmie "Spacer po linie".
W 2003 płyta została włączona do National Recording Registry Biblioteki Kongresu Stanów Zjednoczonych. W 2006 stacja Country Music Television dała tej płycie trzecie miejsce na liście 40 najlepszych płyt country. Album został sklasyfikowany na 88. miejscu listy 500 albumów wszech czasów magazynu Rolling Stone.

## Lista utworów

### Wydanie oryginalne
- Strona A

| 1. | "Folsom Prison Blues"    | 2:42  |
|    |                          |       |
| 2. | "Dark as a Dungeon"      | 3:05  |
|    |                          |       |
| 3. | "I Still Miss Someone"   | 1:38  |
|    |                          |       |
| 4. | "Cocaine Blues"          | 3:01  |
|    |                          |       |
| 5. | "25 Minutes to Go"       | 3:31  |
|    |                          |       |
| 6. | "Orange Blossom Special" | 3:01  |
|    |                          |       |
| 7. | "The Long Black Veil"    | 3:57  |
|    |                          |       |
|    |                          | 20:55 |
|    |                          |       |
- Strona B

| 1. | "Send A Picture of Mother"                | 2:11  |
|    |                                           |       |
| 2. | "The Wall"                                | 1:49  |
|    |                                           |       |
| 3. | "Dirty Old Egg-Sucking Dog"               | 1;17  |
|    |                                           |       |
| 4. | "Flushed From The Bathroom of Your Heart" | 2:39  |
|    |                                           |       |
| 5. | "Jackson" (z June Carter)                 | 2:56  |
|    |                                           |       |
| 6. | "Give My Love to Rose" (z June Carter)    | 2:41  |
|    |                                           |       |
| 7. | "I Got Stripes"                           | 1:42  |
|    |                                           |       |
| 8. | "Green, Green Grass of Home"              | 2:57  |
|    |                                           |       |
| 9. | "Greystone Chapel"                        | 5:34  |
|    |                                           |       |
|    |                                           | 22:29 |
|    |                                           |       |

### Wersja na płycie kompaktowej
| 1.  | "Folsom Prison Blues" (J. Cash)                                 | 2:42  |
|     |                                                                 |       |
| 2.  | "Busted" (H. Howard)                                            | 1:25  |
|     |                                                                 |       |
| 3.  | "Dark as a Dungeon" (M. Travis)                                 | 3:04  |
|     |                                                                 |       |
| 4.  | "I Still Miss Someone" (J. Cash - R. Cash, Jr.)                 | 1:38  |
|     |                                                                 |       |
| 5.  | "Cocaine Blues" (T. J. Arnall)                                  | 3:01  |
|     |                                                                 |       |
| 6.  | "25 Minutes to Go" (S. Silverstein)                             | 3:31  |
|     |                                                                 |       |
| 7.  | "Orange Blossom Special" (E. T. Rouse)                          | 3:06  |
|     |                                                                 |       |
| 8.  | "The Long Black Veil" (Wilkin - D. Dill)                        | 3:58  |
|     |                                                                 |       |
| 9.  | "Send a Picture of Mother" (J. Cash)                            | 2:05  |
|     |                                                                 |       |
| 10. | "The Wall" (H. Howard)                                          | 1:36  |
|     |                                                                 |       |
| 11. | "Dirty Old Egg-Suckin' Dog" (J. H. Clement)                     | 1:30  |
|     |                                                                 |       |
| 12. | "Flushed From the Bathroom of Your Heart" (J. H. Clement)       | 2:05  |
|     |                                                                 |       |
| 13. | "Joe Bean" (B. Freeman - L. Pober)                              | 3:05  |
|     |                                                                 |       |
| 14. | "Jackson" (duet z June Carter) (B. Wheeler - J. Lieber)         | 3:12  |
|     |                                                                 |       |
| 15. | "Give My Love to Rose" (J. Cash)                                | 2:43  |
|     |                                                                 |       |
| 16. | "I Got Stripes" (duet with June Carter) (J. Cash - C. Williams) | 1:52  |
|     |                                                                 |       |
| 17. | "The Legend of John Henry's Hammer" (J. Cash - J. Carter)       | 7:08  |
|     |                                                                 |       |
| 18. | "Green, Green Grass of Home" (C. Putman)                        | 2:13  |
|     |                                                                 |       |
| 19. | "Greystone Chapel" (Glen Sherley)                               | 6:02  |
|     |                                                                 |       |
|     |                                                                 | 55:56 |
|     |                                                                 |       |

## Muzycy
- Johnny Cash - wokal, gitara, harmonijka
- June Carter - wokal
- Marshall Grant - gitara basowa
- W.S. Holland - perkusja
- Carl Perkins - gitara elektryczna
- Luther Perkins - gitara elektryczna
- The Statler Brothers - wokal

## Listy przebojów
Album – U.S. Billboard charts
| Rok  | Lista przebojów | Miejsce |
| ---- | --------------- | ------- |
| 1968 | Albumy country  | 1       |
| 1968 | Albumy pop      | 13      |